# Тоцци, Антонио
Антонио Тоцци (итал. Antonio Tozzi; ок. 1736, Болонья — после 1812, там же) — итальянский оперный композитор.
Ученик Джованни Баттисты Мартини, затем в 1761 году — в Болонской филармонической академии.
В 1762 г. в Венеции была поставлена его опера «Tigrano», в 1763 г. написал одну из первых опер-семисерий «Innocenza vendicata», первую музыку для мессы на либретто Джованни Бертати, с большим количеством машин, хора и балета . В 1764 году был приглашён работать при дворе в Брауншвейге. В 1774 году стал главным капельмейстером в Мюнхене, где в 1775 году представил оперу «Орфей и Эвридика». Однако, вскоре после скандала из-за связи с графиней фон Торринг-Зеефельд, вынужден был бежать из города и вернуться в Венецию. В следующем году выступал в Испании, работая в Мадриде, а затем в Барселоне, где создал значительную часть своих произведений. В 1783 г. стал директором театра Санта-Крус в Барселоне. В Испании, помимо собственных произведений (таких как «Касторе и Поллукс»), поставил произведения других известных композиторов того времени, таких как Висенте Мартин-и-Солер, Джованни Паизиелло, Доменико Чимароза, Пьетро Алессандро Гульельми и Паскуале Анфосси.
В 1805 году покинул Испанию и вернулся в Италию и поселился в Болонье.
В своё время пользовался в Италии и странах Европы большой известностью и, разъезжая по разным городам континента, повсюду ставил свои оперы.
Около двадцати музыкальных сочинений Тоцци представляют собой игривые оперы, с явным преобладанием героико-мифологического элемента. Его творчество характеризуется большим драматическим и мелодическим талантом и компактным оркестровочным стилем. В современном Diario de Barcelona он часто упоминается как один из главных композиторов Барселоны.